# Johanna Coster
Johanna Cohen-Coster (Amsterdam, 24 juli 1893 – aldaar, 20 juli 1960) was een Nederlandse tekenaar en grafisch vormgever. 
Coster genoot haar opleiding aan de Rijksakademie van Beeldende Kunsten in Amsterdam. Over haar werk is bekend dat zij een rubriek met modetekeningen in het tijdschrift Eigen Haard had en reclame-advertenties voor Lever’s Zeep Maatschappij in Vlaardingen, advertenties voor Gerzon's modemagazijn in Amsterdam, reclame voor de Spyker autofabriek en de gemeente Amsterdam verzorgde.
Bij de uitgeverijen Kluitman in Alkmaar en van Goor in Den Haag verzorgde zij bij een aantal kinderboeken de illustraties en was zij boekbandontwerper.
In 1917 schreef uitgever van Goor aan Johanna Coster: Naar aanleiding van Uw vlotte aardige teekeningen bij Mode-causerietjes in Eigen haard “wekelijks tijdschrift voor het gezin” richten wij het verzoek tot U, of U genegen zijt en tijd hebt een kinderboek voor ons te illustreren. Zoo ja, dan zullen wij gaarne met U nader in onderhandeling treden. De onderhandelingen resulteerden in de platen bij Puck (1917) van Marie Ovink-Soer, de eerste titel die Johanna voor van Goor zou verzorgen.